# Catocala ruperti
Catocala ruperti är en fjärilsart som beskrevs av John G. Franclemont 1938. Catocala ruperti ingår i släktet Catocala och familjen nattflyn. Inga underarter finns listade i Catalogue of Life.

## Bildgalleri

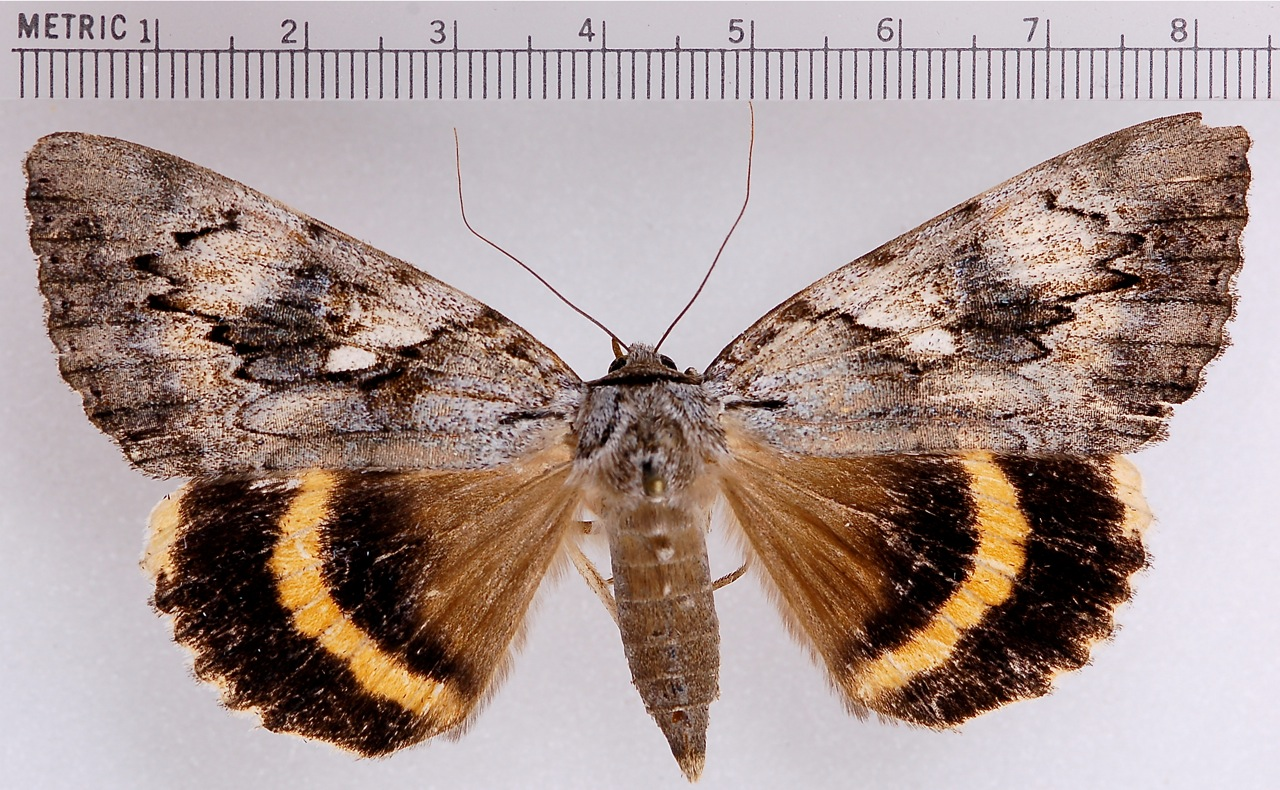